# Aglaonice hirtipalpis
Aglaonice hirtipalpis är en fjärilsart som beskrevs av Walker 1858. Aglaonice hirtipalpis ingår i släktet Aglaonice och familjen nattflyn. Inga underarter finns listade i Catalogue of Life.